# سیارک ۹۶۶۴
سیارک ۹۶۶۴ (به انگلیسی: 9664 Brueghel، نامگذاری:1996HT14) نه هزار و ششصد و شصت و چهارمین سیارک کشف شده‌است که در ۱۷ آوریل ۱۹۹۶ کشف شد.
قدر مطلق سیارک برابر ۱۳٫۰۰ است.